# William Easton
William Smith Easton (Hannibal, 25 gennaio 1875 – Asheville, 29 agosto 1928) è stato un tennista statunitense.
Disputò il torneo di singolare di tennis ai Giochi olimpici di Saint Louis 1904, in cui fu sconfitto ai sedicesimi di finale.